# Ben van der Voort
Bernardus Johannes van der Voort (Utrecht, 7 oktober 1914 - Merksem 12 maart 2002) was een Nederlandse weg- en baanwielrenner. Hij nam deel aan de Olympische Zomerspelen van 1936 waar hij samen met Chris Kropman, Gerrit van Wees en Adrie Zwartepoorte dertiende werd op de ploegenachtervolging.
Van der Voort werd in 1941 Nederlands kampioen individuele achtervolging en won in 1946 het Nederlands kampioenschap stayeren.